# Anston
Anston è un paese di 11.000 abitanti della contea del South Yorkshire, in Inghilterra.